# محمدتقی فلسفی
محمد تقی فلسفی تنکابنی (۲۴ فروردین ۱۲۸۷ _ ۲۷ آذر ۱۳۷۷) واعظ مشهور و از شخصیت‌های مبارز انقلاب اسلامی ایران بود. جدی‌ترین موج آزار بهائیان در دوران پهلوی به درخواست آیت الله بروجردی و با تحریک فلسفی در سال ۱۳۳۴ آغاز شد. حکومت پهلوی به فلسفی اجازه داد در رادیوی سراسری بر ضد بهائیان، به وعظ و خطابه بپردازد و مردم را علیه بهائیان بشوراند. موجی از بهائی‌ستیزی در کشور به راه افتاد و در بسیاری از نقاط، بهائیان با قتل، غارت و تجاوز مواجه شدند. یکی از دلایل این موج از بهائی‌ستیزی این بود که محمدرضا پهلوی به دستگاه روحانیون دینی که به او کمک کرده بودند با کودتا علیه مصدق قدرت را بازپس گیرد احساس دِین می‌کرد. با انتشار گسترده اخبار آزار بهائیان در جهان و فشارهای بین‌المللی شاه مجبور شد که همکاری خود را با روحانیون متوقف کند و جلوی آنچه در حال رخ دادن بود را بگیرد.

محمد تقی فلسفی در کنار سید روح‌اللّه خمینی

## زندگی
وی در ۲۴ فروردینِ ۱۲۸۷ (۱۱ ربیع‌الاول ۱۳۲۶ قمری) در شهر تنکابن مازندران به دنیا آمد. پدر او محمدرضا تنکابنی (متولد ۱۲۸۲ هجری قمری)، فرزند محمد واعظ تنکابنی، از علمای برجستهٔ مازندران و تهران بود. مادر وی طوبی خانم فرزند ابوالحسن تاجر اصفهانی بود.
دوران کودکی وی عمدتاً در منزل و زیر نظارت مستقیم پدرش سپری گردید. در ابتدای هفت سالگی به دبستان توفیق رفت و تحت مراقبت محمدرضا توفیق به فراگیری خواندن و نوشتن و مقدمات صرف و نحو و علوم دینی پرداخت. صرف و نحو را به صورت کلاسیک نزد شیخ محمد رشتی خواند و ادبیات را در مدرسه حاج ابوالفتح فرا گرفت. پس از آن به فراگیری فقه و اصول روی آورد و از مکتب شیخ محمدعلی کاشانی در مدرسه عبدالله خان و آقا شیخ مهدی در مدرسه محمدیه بهره برد. فراگیری علوم را تا بدانجا طی کرد که در درس سطح پدرش محمدرضا تنکابنی شرکت جست که در آن زمان سطح قوانین و شرح لمعه را درس می‌داد. پس از آن نیز مقداری بحث‌های فلسفی را آموخت. مدرسین فلسفه او مهدی آشتیانی، ابراهیم امامزاده زیدی، کاظم عصار و طاهر تنکابنی بودند.
پس از مدتی به تشویق مادر زمینه‌ای جهت منبری شدن وی ایجاد شد. نخستین منبر را در مسجد فیلسوف که پدرش شب‌ها در آنجا نماز جماعت اقامه می‌کرد ایراد کرد که مورد تحسین حضار قرار گرفت. استقبال از منبر وی و ذوق ذاتی او باعث ترقی سطح منبر وی گردید تا آنجا که هم‌زمان با ادامه تحصیل، رفته رفته در ایام هفته، منبرهای خانگی و عمومی متعدد ایراد می‌کرد.
چون او کارش را بر اساس منبر قرار داده بود، لازم بود سطح آگاهی خود از مدارج دروس سطح و خارج را به مقداری که نیاز منبر بود افزایش دهد؛ لذا جهت ادامه تحصیل به قم عزم سفر کرد و مدتی از درس عبدالکریم حائری بهره برد.
او در سن ۲۳ یا ۲۴ سالگی با دختر عموی خود، فرزند محمدحسین تنکابنی ازدواج کرد که ثمره آن ازدواج پنج پسر و یک دختر بود.

## فعالیت‌ها

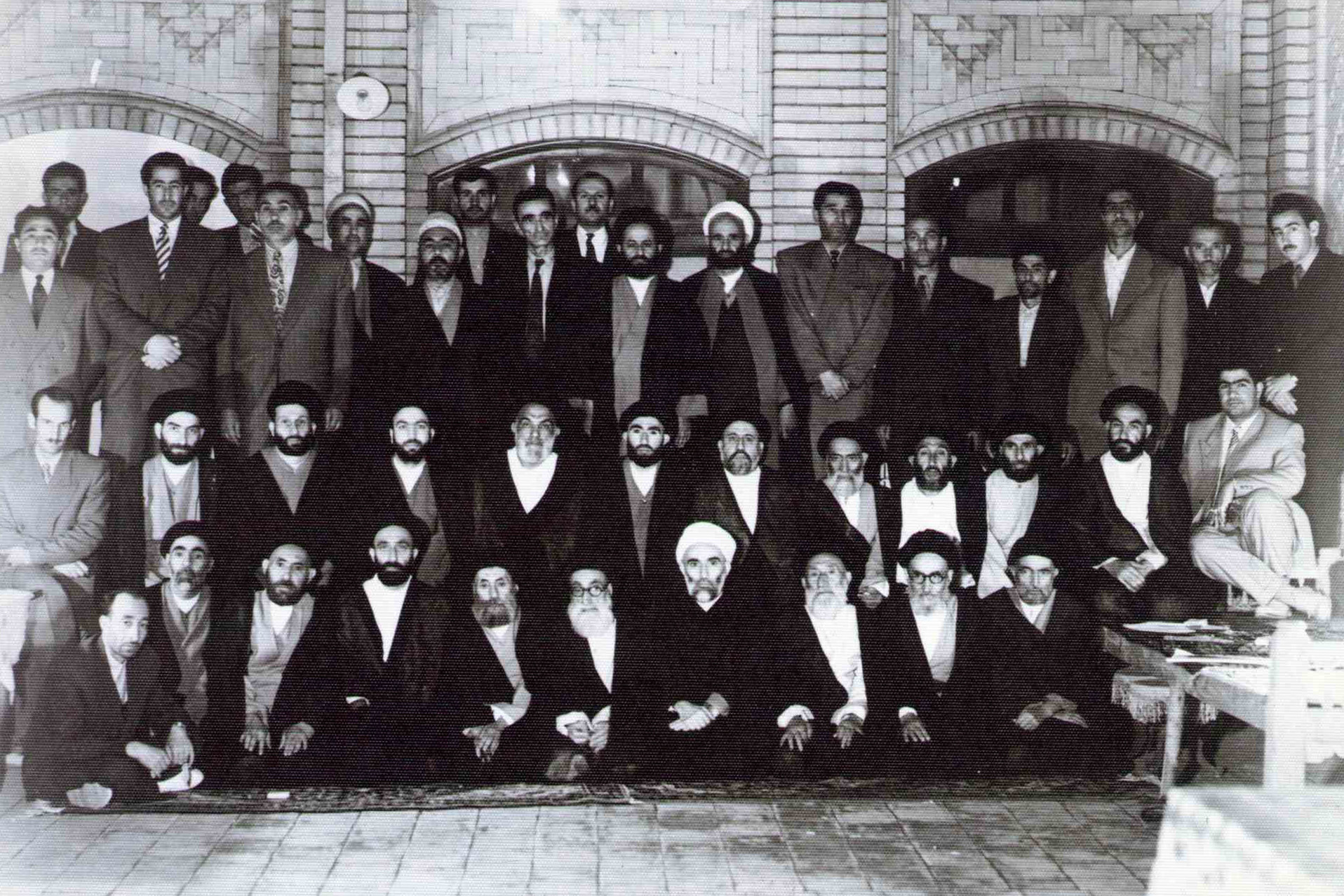
محمد تقی فلسفی در میان جمعی از علما

فلسفی با شکل‌گیری حزب توده در ایران به مبارزه با این گروه پرداخت. وی چندین بار توسط حزب توده مورد سوءقصد قرار گرفت.

## بهائی‌ستیزی
جدی‌ترین موج آزار بهائیان در دوران پهلوی از رمضان ۱۳۳۴ آغاز شد؛ هنگامی که به درخواست بروجردی حکومت به محمدتقی فلسفی اجازه داد در رادیوی سراسری بر ضد بهائیان، به وعظ و خطابه بپردازد و عوام را علیه بهائیان بشوراند. موجی از بهائی‌ستیزی در کشور به راه افتاد و در بسیاری از نقاط بهائیان با قتل و غارت مواجه شدند. یکی از دلایل این موج از بهائی‌ستیزی این بود که شاه به دستگاه روحانیون دینی که به او کمک کرده بودند با کودتا علیه مصدق قدرت را بازپس گیرد احساس دِین می‌کرد. این کار همچنین برای منحرف کردن افکار عمومی از سیاست‌های نامحبوب شاه انجام شد. در اثر تحریکات روحانیون در تهران، دولت دستور مصادرهٔ دارائی‌ها و املاک بهائی را در شهرهای مختلف کشور صادر نمود. اوضاع با تصمیم دولت در تصرف مقر ملّی جامعهٔ بهائی و اقدام به تخریب گنبد حظیرةالقدس بدتر شد. در نتیجه تشویق دولت توسط علمای مذهبی، برای اقدام علیه بهائیان، مقامات به‌طور مستقیم در تخریب گنبد مرکز بهائیان (حظیرةالقدس) در تهران دخالت کردند. در تهران، در مقابل گزارش‌گران کشورهای خارجی، روحانیون کلنگ در دست در معیت فرماندهان ارتش اقدام به مشارکت در تخریب گنبد حظیرةالقدس نمودند.
رئیس ستاد ارتش، نادر باتمانقلیچ، و فرماندار نظامی تهران، تیمور بختیار، که بعداً رئیس ساواک شد، به نمایندگان روحانیون پیوستند تا شخصاً در تخریب این ساختمان شرکت کنند. همان زمان، دولت اعلام کرد که دستور سرکوب کلیهٔ فعّالیّت‌های «فرقه بهائی» را صادر کرده‌است. بلافاصله موجی از خشونت ضد بهائی کشور را فرا گرفت. در این دوره تعداد زیادی از بهائیان به قتل رسیدند یا اموالشان مصادره و تخریب شد، بعضی مورد تجاوز جنسی قرار گرفتند و بهائیانی که در دولت کار می‌کردند اخراج شدند و اقدامات متعدد دیگری برای آزار بهائیان به صورت فردی یا گروهی انجام شد. خانهٔ باب در شیراز، مهم‌ترین مکان مقدّس بهائیان، غارت و تخریب شد. گورستان‌های بهائیان توقیف و برای تخریب به دست اوباش سپرده شد. اجساد بهائیان در خیابان‌ها کشانده و در ملاء عام سوزانده شد.

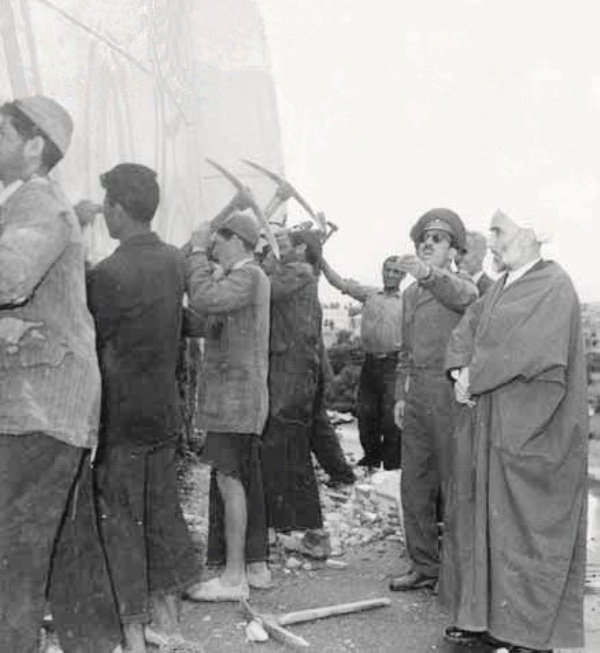
محمدتقی فلسفی در حال تماشای تخریب حظیرةالقدس

به نوشتهٔ شاهرخ اخوی، در ۹ مه همان سال متن تلگرام تبریک سید عبدالله بهبهانی به سید حسین طباطبایی بروجردی و شاه به خاطر تخریب گنبد مرکز بهائیان در تهران و تصرف آن توسط نظامیان در مطبوعات منتشر شد. بهبهانی ارتش شاهنشاهی ایران را ارتش اسلام نامید و به شاه اطمینان داد که این اقدام او باعث برانگیخته شدن شور هواداری مؤمنان می‌شود. او در خواست کرد سالگرد این روز به عنوان یک روز تعطیل دینی در نظر گرفته شود. آیت‌الله بروجردی، که آغازگر این آزار و کشتار بود، نامه‌ای سرگشاده به فلسفی به خاطر خدماتش به اسلام و  سلطنت منتشر کرد. در این نامه، بروجردی آئین بهائی را به عنوان یک توطئه توصیف کرده بود که دولت و همچنین دین ملّی را به خطر می‌اندازد و خواستار پاکسازی عمومی بهائیان از همه مناصب خدمات عمومی شده بود. فشار جامعهٔ جهانی بهائی، مطبوعات خارجی، سازمان ملل متحد و کشورهای خارجی باعث شد که شاه نتواند مقاومت کند. به مجرد پخش اخبار جنایت، تجاوز و غارت علیه اعضای جامعهٔ بهائی ایران، موجی از مخالفت‌های بین‌المللی از طریق رسانه‌ها بر علیه دولت ایران به دلیل اینکه اجازه چنین رفتارهایی را داده بود، به راه افتاد. این آبروریزی، شاه را که نگران چنین انتقادهایی از سوی خارج بود، مجبور کرد که همکاری خود را با روحانیون متوقف کند و جلوی آنچه در حال رخ دادن بود را بگیرد.

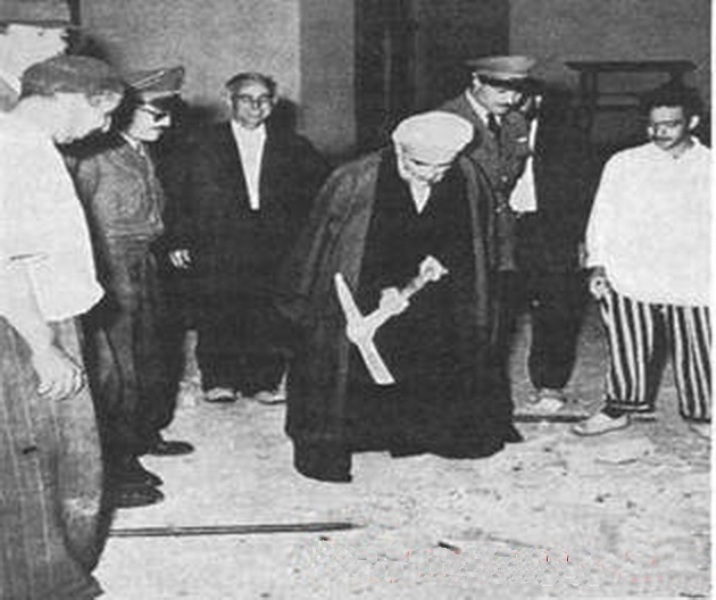
محمدتقی فلسفی، در حال تخریب حظیرةالقدس

مطالعهٔ اخوی در مورد تقابل حاصل شده میان سخنگویان شاه و نمایندگان نهاد روحانیت، نمای گویائی از نیروهایی که در این بحران در جریان بودند به‌دست می‌دهد. روحانیون خواستار قانونی بودند که آئین بهائی را غیرقانونی اعلام کند، خدمت به این آئین را یک جرم کیفری تلقی کند و مجازات‌های مناسبی تعیین کند: حبس به جرم بهائی بودن، توقیف کلیهٔ املاک بهائیان و پرداخت عواید حاصل از آن برای استفاده مؤسّسات تبلیغات اسلامی، ترخیص همهٔ بهائیان از خدمات عمومی و منع هر نوع فعّالیت مذهبی بهائیان. سخنگویان روحانیت در مجلس خود را در برابر کابینه‌ای یافتند که اگرچه آنها را مطمئن می‌ساخت که برای محافظت از اسلام همهٔ راه‌ها «در چارچوب قانون» به کار گرفته خواهد شد، امّا سرسختانه از معرفی قانونی که اهداف علما را محقق سازد خودداری می‌کرد. همچنین دولت نگرش رسمی خود را نسبت به آئین بهائی اعلام نمی‌کرد. اعمال رژیم نسبت به جامعهٔ بهائی تنها به بحث در مجلس خلاصه شده بود. پایان بحران ۱۹۵۵ به این معنا نبود که وضعیت کلی جامعه بهائیان در ایران بهبود یافته بود.
به دنبال ضدیت با بهاییان، حکومت فلسفی را بارها تهدید کرد. همچنین پخش سخنرانی‌های فلسفی از رادیو ممنوع اعلام شد.
وی در سال ۱۳۱۶ شمسی به دنبال اشاره به حادثه مسجد گوهرشاد ممنوع‌المنبر و از پوشیدن لباس روحانیت محروم گردید. پس‌از ۳ سال با آغاز جنگ جهانی دوم و عزل رضاخان از ممنوعیت خارج شد.

## تهیه و انتشار تصاویر جنسی وی
به نوشته پرویز ثابتی، در سال‌های ۴۶ و ۴۷ شمسی ساواک برای ساکت کردن وعاظ و روحانیون مخالف حکومت پهلوی، پنج نفر از آن‌ها را توسط یکی از زنان عضو ساواک اغفال نمود تا ضمن برقراری رابطه جنسی از آن‌ها عکس و فیلم تهیه شود. این پنج نفر عبارت بودند از: محمدتقی فلسفی، عبدالرضا حجازی، محمود انصاری قمی، جعفر شجونی و سید محمدصادق لواسانی. رضا رشیدپور در مصاحبه با شجونی در برنامهٔ دید در شب در سال ۱۳۹۴، از او دربارهٔ روابط برخی روحانیون با زنان که پرویز ثابتی از کارکنان سابق ساواک مطرح کرده‌است سؤال کرد. شجونی گفت ساواک برای ۳۰۰ نفر از روحانیون «عکس‌هایی ترتیب داده بود» و این که «عکس‌هایی که به محمدتقی فلسفی نسبت دادند را گفتند واقعیت بود». شجونی گفت فلسفی به عنوان «محلل» با زنی در رابطه بوده و ساواک عکس‌هایی از آن به دست آورده بوده‌است. رشیدپور از شجونی دربارهٔ عکس‌های خود او پرسید که شجونی ابتدا آن عکس‌ها را مونتاژ دانست و در پی اصرار رشید پور گفت «انشالله مونتاژ بود». این اظهارات با اعتراض دفتر فلسفی رو به رو شد که این حرف‌ها را خلاف واقع دانستند.

## گزارش‌های ساواک
در گزارش‌های ساواک آمده‌است: «فلسفی پیشرفت صنعت و تکنولوژی در غرب را منکر نشده بلکه موضع‌گیری وی به دلیل تقلید کورکورانه از شیوه زندگی مردم اروپا و آمریکا بوده‌است. وی دربارهٔ وجود فساد در اروپا و آمریکا بیان می‌دارد "در همین اروپایی که من رفتم آنجا دیدم در موضوع تهییج شهوات و غضب جوانان مثل خر در گل مانده‌اند و نمی‌دانند چه کار کنند و حتی آمریکا همین طور است جوانان این مملکت وقتی به آنجا می‌روند فقط فساد آن‌ها را تقلید کرده و به این مملکت می‌آیند …»

## ارتباط با مراجع تقلید
خصوصیات شخصی و ویژگی‌های منبرهای فلسفی موجب جلب اعتماد علما و مراجع تقلید شد. فلسفی نماینده سید حسین طباطبایی بروجردی برای مذاکره و ابلاغ پیام‌های وی به شاه و کارگزاران او بود. فلسفی در قضایای انجمن‌های ایالتی و ولایتی و کاپیتولاسیون سخنگوی مراجع بود. .
او در مهر ۱۳۴۴ طی تلگرافی به سید روح‌الله خمینی در بدو ورود وی به نجف نوشت: محضر مبارک حضرت آیت‌الله خمینی، تشریف حضرت عالی را به آستان مقدس حضرت علی علیه‌السلام تبریک گفته، سلامت و طول عمر حضرت آیت‌الله را از خداوند خواستارم. محمدتقی فلسفی.

## محمدتقی فلسفی در یادداشت‌های اسدالله علم
اسدالله علم در خاطرات خود از فلسفی به عنوان واعظی زبردست، و در عین حال «افسدالناس» یاد می‌کند که خود را «نماینده سید حسین طباطبایی بروجردی جا زده بود بی آن‌که حکمی از وی داشته باشد»:
«[آن] شب چند مجلس روضه خوانی رفتم. در یکی محمد تقی فلسفی روی منبر بود. این آخوند تاریخچه درازی دارد. اولا بسیار واعظ زبردستی است، ثانیاً حافظه بسیار خوبی دارد، ثالثاً لحن صدای او در نطق کردن واقعاً گیراست، ولی افسدالناس است. مرد پلیدی است. این همه که سنگ اسلام به سینه می‌زند، خود فاسق‌ترین آدم‌هاست. تریاک‌کش و عرق‌خور است ولی ظاهری بسیار آراسته دارد. وقتی ۱۳ سال پیش من وزیر کشور بودم، خود را نماینده سید حسین طباطبایی بروجردی در تهران جا زده بود؛ یعنی واقعاً از طرف بروجردی، در تهران امر و نهی می‌کرد و آن مرد مهم هم چیزی نمی‌گفت. به هر حال در آن تاریخ، مقامات انتظامی و شاهنشاه را اغفال کرد و پیکاری علیه بهائی‌ها راه انداخت که نزدیک بود یک غائله مملکتی بشود. در چندین شهر مردم بهائی‌ها را کشتند. هر روز ظهر در ماه رمضان منبر می‌رفت و وعظ او از رادیو پخش می‌شد. آن قدر مردم را تحریک کرد که غائله در سرتاسر کشور سرگرفت. به مقامات انتظامی حالی کرده بود که از این طریق دارد وجهه‌ای برای شاهنشاه درست می‌کند. به هر صورت من با دیوانگی مخصوص خودم جلویش را گرفتم و اجازه ندادم منبر برود، تا کشور آرام شد. وقتی نخست‌وزیر بودم، باز هم علمدار علما و فئودال‌ها علیه اصلاحات شاه شد، تا غائله پانزدهم خرداد پیش‌آمد. آن وقت من او را گرفتم و حبس کردم. در محبس فقط از من عرق و تریاک خواسته بود که برایش فرستادم. بعد از [نخست‌وزیری] من آزاد شد و حالا باز منبر می‌رود.»

## مرگ
وی در ۲۷ آذر ۱۳۷۷ شمسی و در سن ۹۰ سالگی هنگام سخنرانی برای مبلغان دینی درگذشت و در حرم شاه‌عبدالعظیم به خاک سپرده شد.

## آثار
۱ـ آیت الکرسی، پیام آسمانی توحید
۲ـ اخلاق از نظر همزیستی و ارزش‌های انسانی (دو جلد)
۳ـ بزرگسال و جوان از نظر افکار و تمایلات (دو جلد)
۴ـ جوان از نظر عقل و احساسات (دو جلد)
۵ـ سخن و سخنوری از نظر فن بیان و فن خطابه
۶ـ شرح و تفسیر دعای مکارم الاخلاق (دو جلد)
۷ـ کودک از نظر وراثت و تربیت (دو جلد)
۸ـ معاد از نظر روح و جسم (سه جلد)
۹ـ خاطرات و مبارزات

## در رسانه
مستندی ۳ قسمتی با عنوان «سخنران مشهور» با محوریت زندگی سیاسی محمد تقی فلسفی به کارگردانی سید سینا عودی ساخته شده‌است.